# Glenn Cockerill
Glenn Cockerill (Grimsby, 25 augustus 1959) is een Engels voormalig betaald voetballer die doorgaans als centrale middenvelder uitkwam. Hij was 22 jaar profvoetballer en speelde 7 seizoenen voor Southampton, van 1985 tot 1993.

## Biografie
Glenn Cockerill debuteerde bij Lincoln City in 1976. Het grootste deel van zijn loopbaan bracht hij door bij eersteklasser Southampton. Cockerill werd aan de Engelse zuidkust op de korte termijn een onmisbare figuur. Hij speelde er samen met spelers als Matthew Le Tissier en de jonge Alan Shearer. Die eerste is een clubicoon: Matt Le Tissier speelde zijn gehele profcarrière voor de club. Cockerill vormde met Le God en Liverpool-legende Jimmy Case – in diens nadagen – eind jaren tachtig en begin jaren negentig een gelauwerd middenveld. 
Medio jaren negentig, zo'n twee jaar na Cockerills vertrek naar Leyton Orient, begon Southampton moeite te ondervinden om te overleven in de Premier League. Cockerill was met Southampton 37 duels actief in de Premier League, maar hij verliet de club medio seizoen 1993/1994. Hij speelde 287 competitiewedstrijden voor The Saints en maakte 32 doelpunten. In de herfst van zijn loopbaan speelde hij voor Fulham en Brentford, waar hij in 1998 op 38-jarige leeftijd stopte met voetballen. 
Cockerill werd na zijn carrière als profvoetballer zelfstandig tegelzetter.